# أوسا (كانتون)
أوسا (بالإسبانية: Osa)‏ هو الكانتون الخامس في محافظة بونتاريناس في كوستاريكا. و يغطي الكانتون مساحة 1,930.24 كم مربع،
كما يقارب عدد سكانه 27,592 نسمة.
و تدعى مدينته الرئيسية بـسويذاد كورتيس، و التي تشمل العديد من مراكز خدمات و أعمال الكانتون.
يبدأ الكانتون من نهر بارو قرب دومينيكال على ساحل المحيط الهادئ، و من الجنوب يشمل منطقتي بالمار و سييربيه، و أخيرا يتوسع ليشمل كل رقبة شبه جزيرة أوسا و جزئا من قسمها العلوي حيث يوجد مناجم ذهب هامة هناك.
تم تأسيس هذا الكانتون في 29 تموز 1940.

## المقاطعات
يتألف كانتون ماتينا من خمس مقاطعات و هي :
1. كورتيس
2. بالمار
3. سييربيه
4. بايّا باجينا
5. بييدراس بلانكاس